# Vrindavan

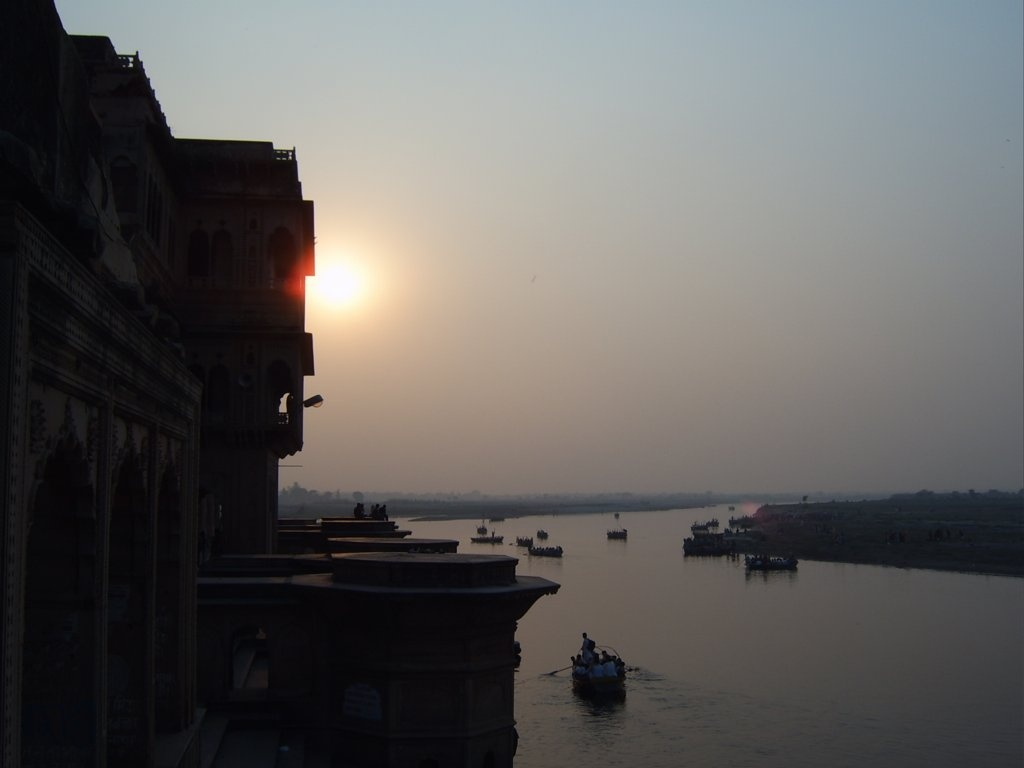
Keshi Ghat (balneario del demonio Keshi) sobre el sagrado río Iamuna.

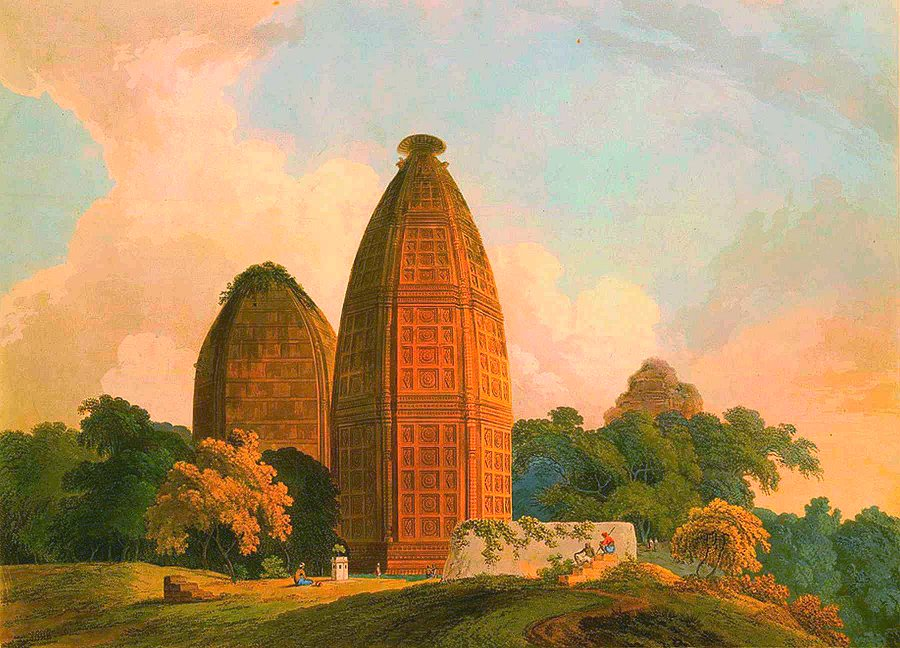
Cuadro sobre el templo de Madan Mojan (aún en pie), pintado en el siglo XIX por Thomas Daniell.

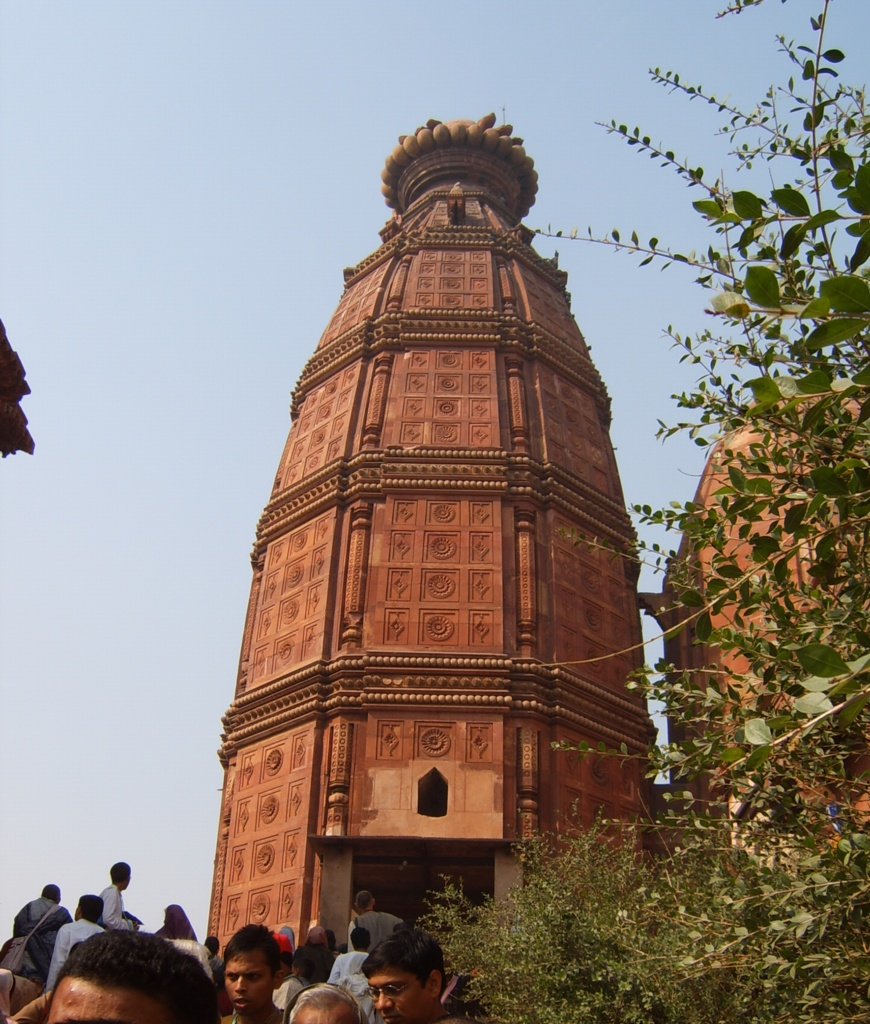
Fotografía actual (2007) del templo de Madan Mojan (‘enloquecedor-engañador’, otro nombre de Krishná).

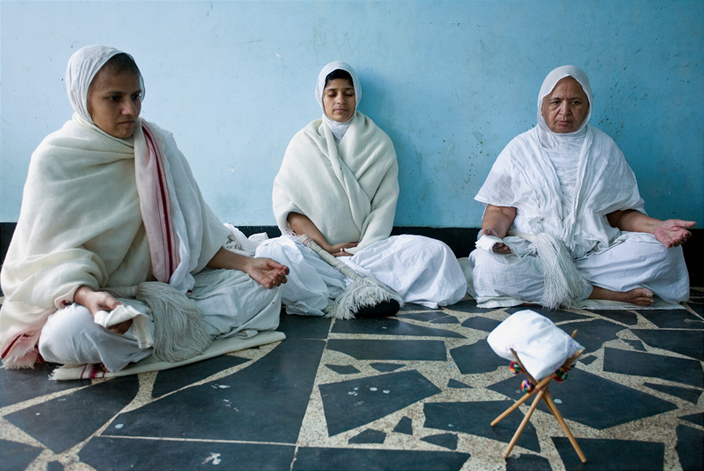
Mujeres yainas meditando en Vrindavan.

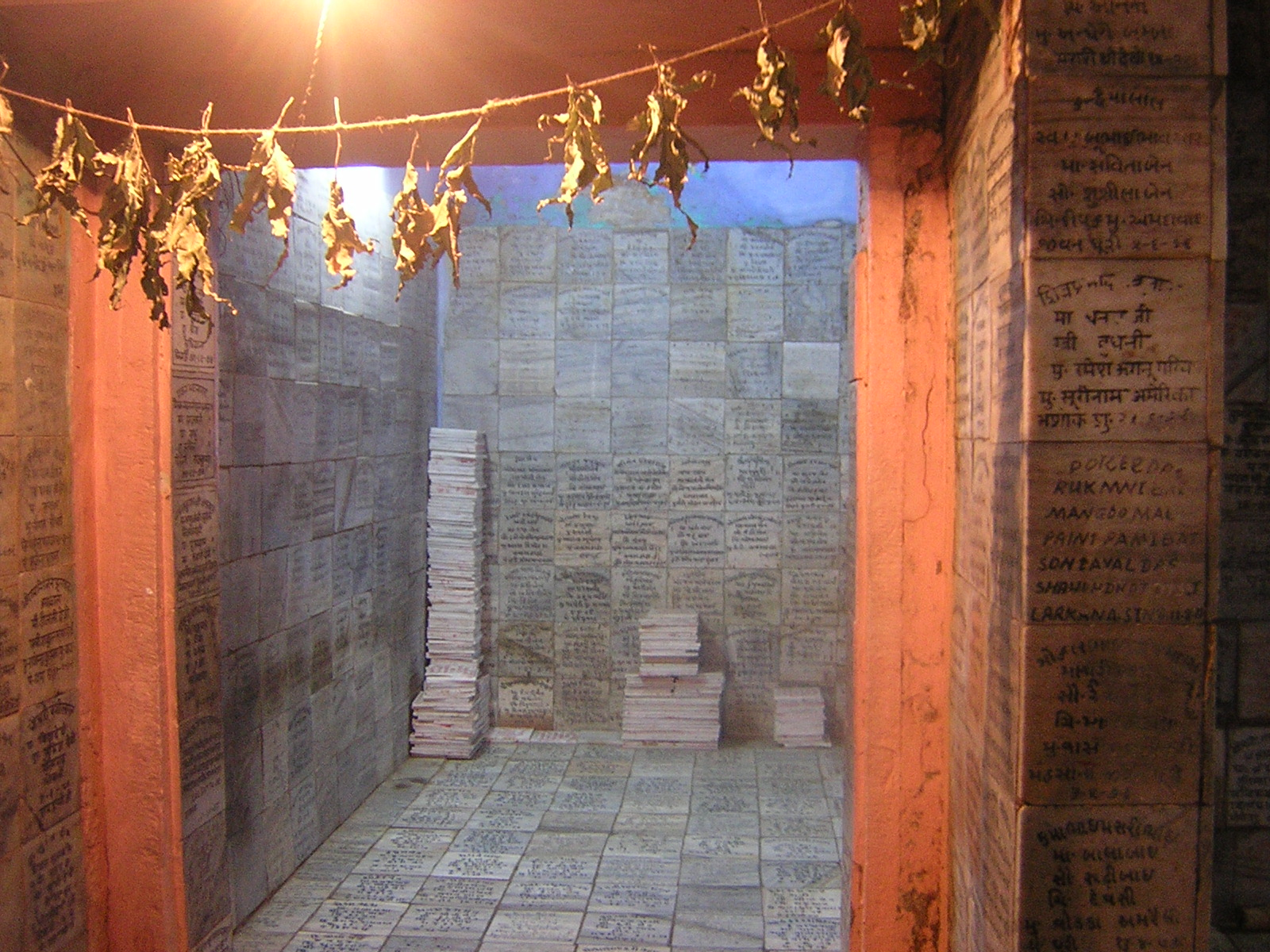
Uno de los cientos de templos secundarios en Vrindavan; su manera de colectar fondos es convencer a los transeúntes de dejar una donación, a cambio de la cual prometen poner sobre piedra el nombre del donante, lo cual garantizaría su liberación espiritual tras la muerte.

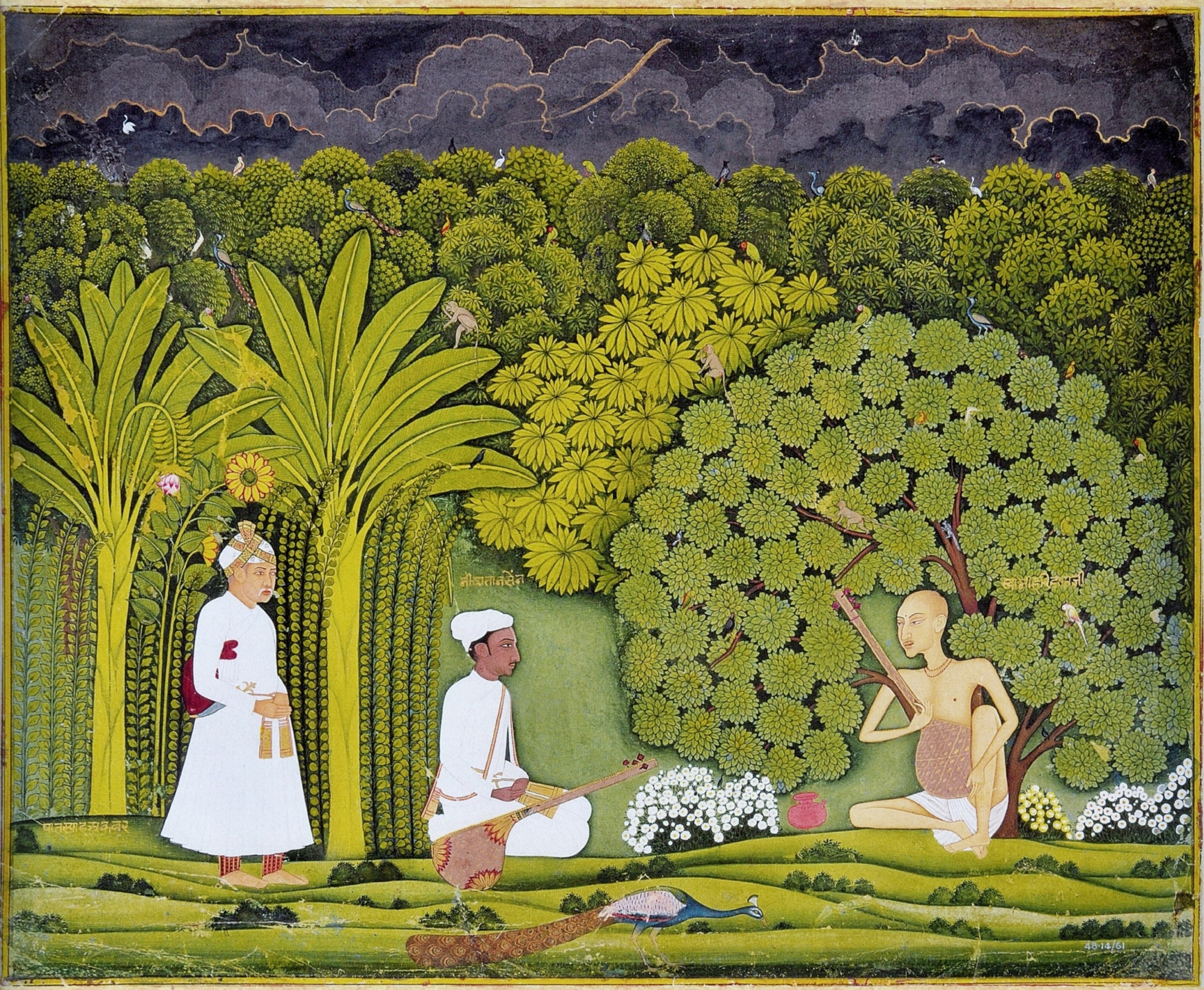
El emperador mogul Akbar (musulmán) viendo cómo el músico Tansen toma lecciones del Jaridás Suami (santo vaisnava), en Vrindavan.

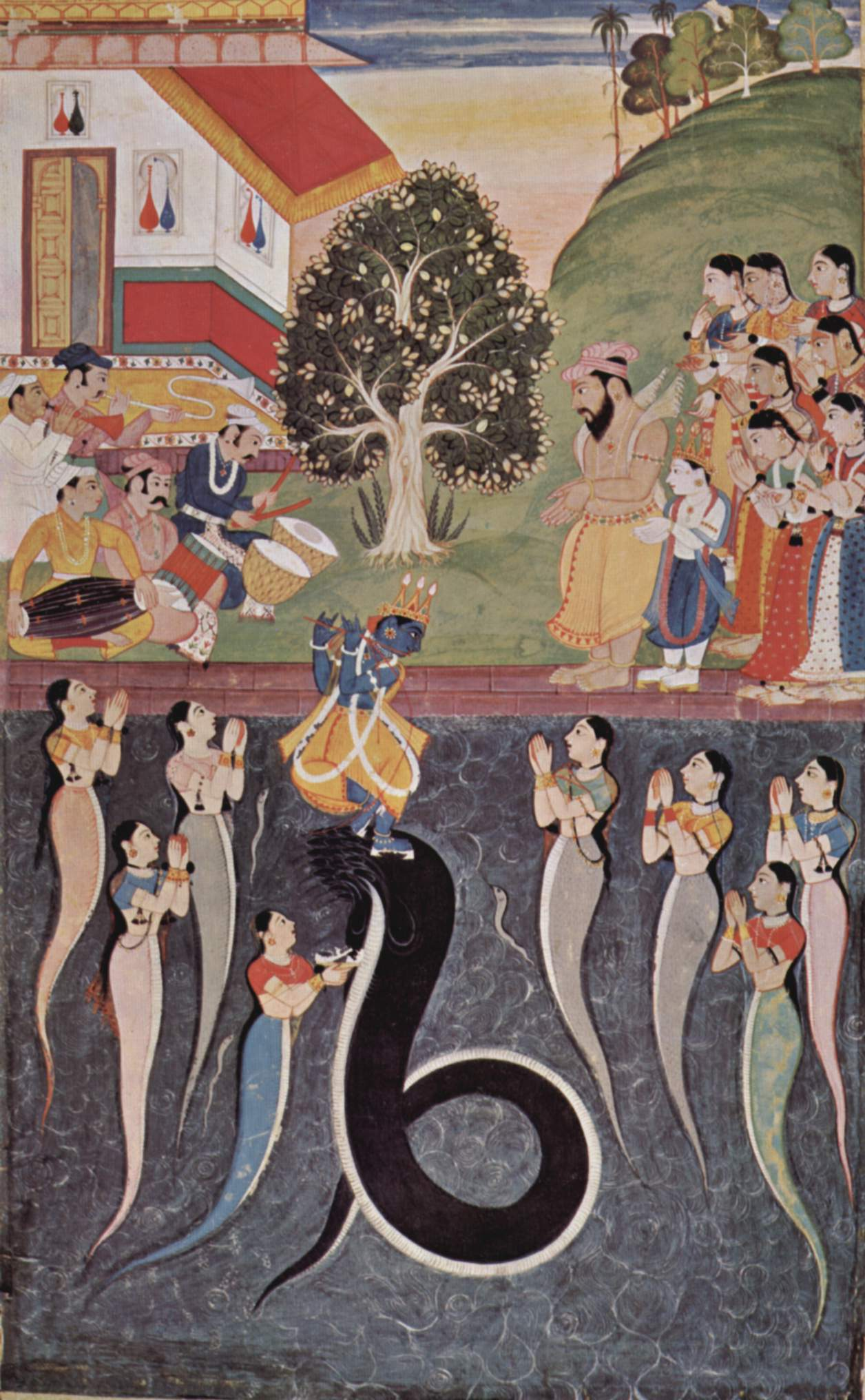
Cuadro hinduista (34,4 × 21,6 cm, 1640) acerca de la leyenda del niño Krishná pisando la cabeza de la serpiente Kalíia (rodeada de sus esposas), en un manuscrito del Bhágavata-purana. Detrás se ve una casa de Vrindavan, y una colina inexistente.

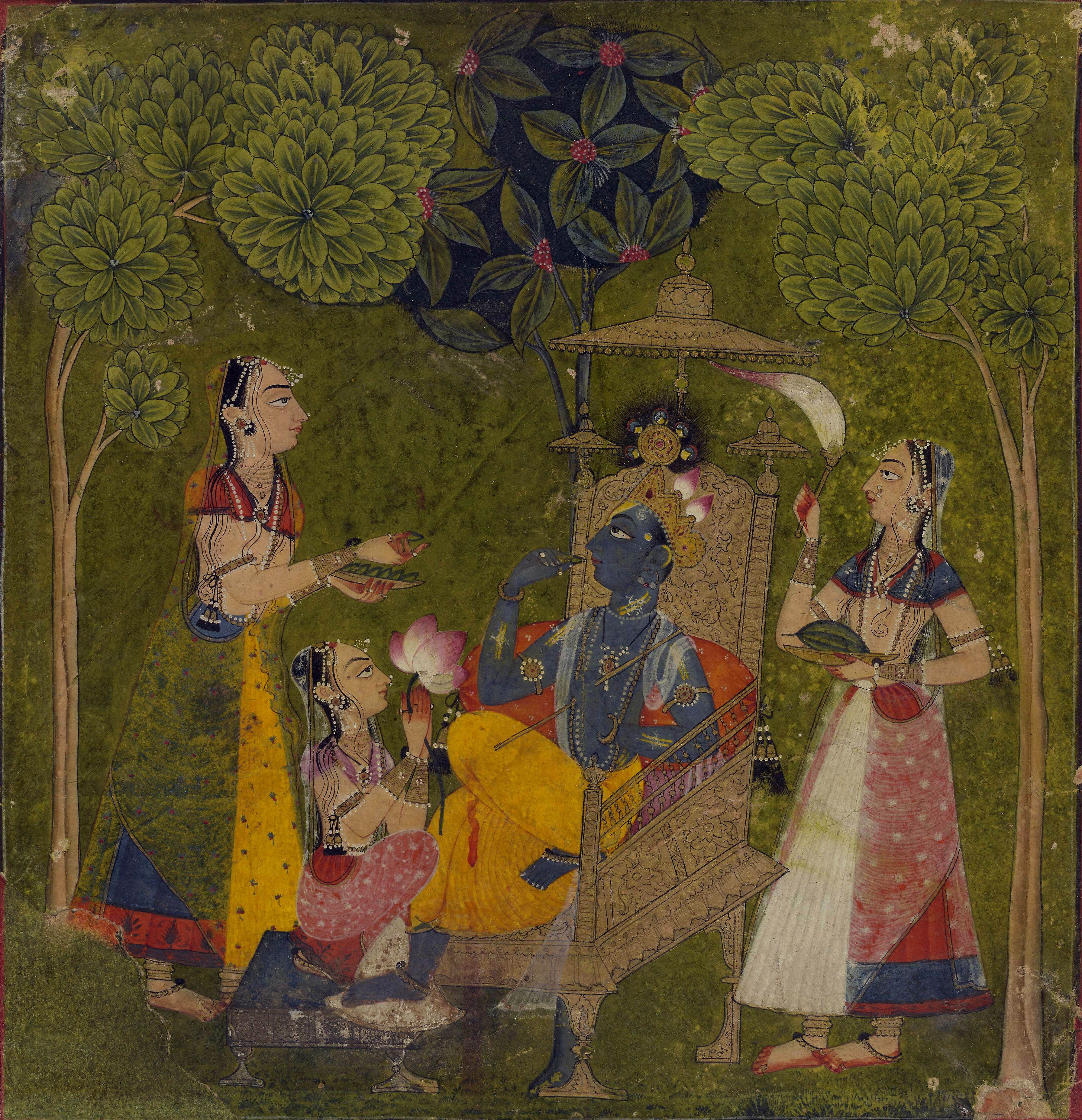
Cuadro hinduista (de 1710) donde Krishná es alimentado y servido por gopis (vaqueras) adolescentes.

Vrindavan es una localidad en el distrito de Mathurá, en el estado de Uttar Pradesh (norte de la India).
También se puede ver escrito Vrindaban o Brindavan (el bosque de [la diosa] Vrindā).
Otro nombre del sitio es Vraya (Vrāja) o Brash (Brāj), de donde surgen los nombres Vraya Bhumi (la tierra de Vrasha) y Brash Dham (el sitio sagrado de Brash).

## Importancia
La popularidad del lugar reside en que se supone que en este sitio existían en la antigüedad varios bosques donde pasó su juventud Krishná, una de las deidades más importantes y veneradas de la India, quien —según el hinduismo— es el octavo avatar de Visnú y —según el vaisnavismo (visnuismo)— es la forma principal de Dios.
Vrindavan está a una distancia de 15 km al norte de la ciudad de Mathurá (considerada la localidad de nacimiento de Krishna), ambas sobre las orillas del sagrado río Iamuna. Se encuentra a 8 km al oeste de la autovía Delhi-Agra.
La ciudad incluye cientos de templos dedicados al culto de Radha y Krishna y es considerado lugar sagrado por un gran número de tradiciones religiosas como el vaisnavismo (o visnuismo) y el hinduismo en general.
En décadas recientes, el nombre de Vrindavan ha sido utilizado en India para representar un lugar idílico o paraíso. Incluso en las áreas más urbanas de la ciudad, se encuentra vida salvaje, pavos reales, vacas, monos y una gran variedad de especies de pájaros.
Algunos de los viejos bosques resisten al paso del tiempo, incluyendo varias reservas naturales como los bosques de tulsí (albahaca sagrada).

## Etimología
El nombre sánscrito de la ciudad, Vrindávana, proviene del nombre de la diosa Vrindā (representada por la planta Ocimum tenuiflorum o tulasí) y el topónimo vana, que significa ‘bosque’.
Algunos de los antiguos bosques permanecen en pie, incluidos algunos bosquecillos de tulsí en Nidhi-van (ahora un barrio de la ciudad), los cuales tienen un significado religioso para los habitantes del lugar, muchos de los cuales usan las hojas para la adoración (puya).

## Historia
Vrindavan forma parte del folclore hinduista desde hace siglos y es un lugar importante de peregrinación. En 1901 (bajo el yugo británico) tenía una población de 22 717 habitantes. Uno de sus templos más antiguos es el de Govind Deo, construido en 1590. Se dice que el actual pueblo se fundó poco antes, en ese mismo siglo XIV.

## Leyenda
De acuerdo con la tradición, el dios hinduista Krishná —nacido en Mathurá, a 15 km al sur— pasó su infancia y adolescencia en la aldea de Gokula (entre los doce bosques de Vrindavan) por sus padres adoptivos Nanda Maharash y Yashodá.
El Bhágavata-purana describe las anécdotas (lila) de Krishná con su hermano Balaram y sus compañeros gopas (pastores de vacas) robaban mantequilla, hacían toda clase de travesuras y peleaban con terribles demonios. Aparte de estas actividades, Krishná se encontraba durante las noches con las jóvenes niñas casadas del pueblo, las gopis (vaqueras), principalmente con Radha. Estas actividades amorosas están descritas en el poema sánscrito Guitá-govinda, del poeta orisano Yaiádeva (siglo XI).

## Templos
Los templos más populares son:
- templo de Madan Mojan: ubicado cerca del Kali Ghat. Fue construido por Kapur Ram Das (de Multan). Este es el templo existente más antiguo de Vrindavan. El templo está relacionado con el santo Chaitania Mahaprabhu. La imagen original del dios Madan Gopal (representación de Krishná) fue transportada a Karauli (en la provincia de Rajastán) para mantenerla segura durante el reinado del musulmán Aurangzeb.

Hoy se adora una réplica de la imagen.
- El templo Banke-Bijari, construido en 1862, es el templo más popular de Vrindavan. La deidad de Banke-Bijari (una representación de Krishná) fue descubierta en Nidhi Van (dentro de la ciudad) por Suami Jaridás, el gran devoto de Krishná, perteneciente de la sampradaya (doctrina) Nimbarka (Bihariji.org).
- El templo Radha Vallabh, construido por Sri Jit Jari-vamsha Majaprabhú, de la sampradaia Radha-Vallabha. Al lado de la imagen de Krishná, en vez de estar Radharani, está su corona (RadhaVallabh.com).
- El templo de Jaipur es un santuario muy lujoso y ricamente embellecido, construido en 1917 por Sawai Madho Singh II, el majarash (reyezuelo) de la ciudad de Yaipur. Tiene incomparables trabajos en piedra esculpida. El templo está dedicado Radha y Madhava.
- El Sri Radha Raman Mandir (mandir: templo) construido a pedido del religioso hinduista Gopala Bhatta Gosuami en 1542, es uno de los templos más exquisitamente esculpidos de Vrindavan. Aloja una deidad shalágram shilá (piedras esféricas sagradas, de 10 cm de diámetro) y otra de Radharani (Salagram.net: la historia del templo de Radha Ramana).
- El templo Shahji: otro templo popular de Vrindavan. Fue diseñado y construido en 1876 por un rico joyero, Shah Kundan Lal (de Lucknow). Las deidades (estatuas) en el templo se conocen coloquialmente como Chota Radha Raman. Notable por su magnífica arquitectura y las maravillosas esculturas de mármol, el templo tiene doce columnas en espiral de 4,60 metros de altura. El Vasanti Kamra (vestíbulo es famoso por sus arañas de cristal belga y sus exquisitas pinturas.
- El templo de Rangaji, construido en 1851, está dedicado al Señor Ranganatha (representado como el dios Visnú en su postura shesha-shaí (‘acostado sobre [la serpiente divina] Sesha Naga’). El santuario fue construido en estilo dravidiano (como réplica del templo Srivilliputhur) tiene una alta gopuram (literalmente ‘puerta para vacas’) de seis pisos y una columna stambha enchapada en oro de 15 m de altura. Dentro del templo hay un bello jardín con un estanque de agua. El festival anual de Jal Vihar (Krishná, ‘el que se divierte en el agua’) es realizada con gran pompa y esplendor en la piscina. También es famosa la celebración Brahma útsava en marzo-abril, conocida más popularmente como Rath ka Mela. Dura diez días, donde cientos de devotos arrastran una carroza que transporta las deidades desde el templo hasta los jardines adyacentes. Dentro del templo las oraciones siguen el estilo de Andal (uno de los doce santos vaishnavas del sur de la India.
- El templo Govindaji (o Govinda Deo) es un templo bajo, aparentemente incompleto, cuya planta tiene forma de cruz griega. La tradición dice que en 1590 fue construido por el emperador Akbar donó algo de la piedra caliza roja que fue traído desde el Fuerte Rojo (en Agra). El costo completo del templo iba a ser de un cror de rupias por su general Raja Man Singh, el templo combina en su estructura elementos arquitectónicos occidentales, hindúes y musulmanes. Para explicar que sólo tiene un piso de altura, los vrayavasis dicen que el rey mughal Aurangzeb la habría mandado destruir, pero cuando los trabajadores ya habían destruido seis pisos, un terrible terremoto enviado por Krishná los habría detenido.
- El templo Sri Krishna-Balarama fue construido por la ISKCON (la Sociedad Internacional para la Conciencia de Krishna, conocidos como los Hare Krishna) es un suburbio conocido como Raman Reti, es uno de los templos más hermosos de Vrindavan. Las deidades principales de este templo son Krishna con su hermano Balaram. En altares adyacentes están Radha y Shiamasundar (representación de Krishná), y en otro Gaura-Nitai (Chaitania con su amigo el santón Nitiananda). Al lado de este templo se encuentra el samadhi (mausoleo) de Prabhupada, el fundador de ISKCON, construido en puro mármol blanco.
- El Radha Dámodar Mandir, ubicado en Seva Kunj, este templo (mandir) fue hecho construir en 1542 por Yivá Gosuami. Las deidades principales son Radha y Dámodar (otra representación de Krishná). En este templo se encuentra el bhajan kutir (habitación de rezo, siendo kutir: ‘choza’ y bhajan: ‘meditación’) de Prabhupada.

### Otros lugares sagrados
Otros lugares de interés son:
- Seva Kunsha
- Keshi Ghat
- Templo Sriyi
- Templo Iugal Kishore
- Templo Lal Babu
- Rash Ghat
- Kusuma Sarovar
- Templo de Mira Bai
- Imli Tal
- Kalíia Ghat
- Raman Reti
- Varaja Ghat
- Chira Ghat
- Samadhi (mausoleo) de Devraha Baba (un santo del siglo XIX) que se encuentra cruzando el sagrado río Iamuna a una pequeña distancia en bote.

El Seva Kuñsha (‘jardín del servicio’) es donde Krishná realizó la danza rasa con Radha y las gopis y el Nidhi Van (‘bosque del dormir’) donde la divina pareja descansó. En este lugar se encuentra el samadhi (mausoleo) de Suami Jaridás, el gurú de Tansen. Cada año se realiza el Suami Jaridás sammela (sam: ‘completo’, mela: ‘reunión’) en el que toman parte los músicos más renombrados de la India.

## Geografía
Vrindavan se encuentra en 27°N 77°E.

Tiene una altitud media de 170 m.

## Demografía
Según el censo de la India de 2001, Vrindavan tenía una población de 56.618 habitantes estables. Los hombres constituyen el 56% de la población, y las mujeres el 44%. Vrindavan tiene un promedio de alfabetismo del 65%, más alto que el promedio nacional de 59,5%: analfabetismo de los varones es de 27%, mientras que el analfabetismo de las mujeres es del 45%. En Vrindavan, el 13% de la población tiene menos de 6 años de edad.
A Vrindavan también se la conoce como «la ciudad de las viudas» debido al gran número de viudas que se mudan a este pueblo y su área de influencia luego de perder a sus maridos. De acuerdo con la tradición hinduista, las viudas de castas superiores no deben volverse a casar. Por eso muchas —al morir sus maridos— son abandonadas por sus familias. Se estima que hay entre 15.000 y 20.000 viudas viviendo en la calle y pidiendo limosna.